# Appaloosa (filme)
Appaloosa (bra: Appaloosa - Uma Cidade Sem Lei) é um filme estadunidense de 2008 do gênero "Western" dirigido, co-escrito e estrelado por Ed Harris. O roteiro é baseado na novela homônima de  Robert B. Parker (publicada em 2005). A premiére de lançamento foi no Festival Internacional de Cinema de Toronto de 2008. Foi considerado pelo crítico Ray Bennett, do The Hollywood Reporter, como "o 8º melhor filme de 2008", e por Mike Russell, do The Oregonian, como "o 10º melhor filme de 2008".
A história possui algumas semelhanças com o filme Warlock de 1959. The Appaloosa, de 1966 com Marlon Brando, apesar do nome não tem relação com esse filme.
A trilha sonora foi produzida e composta por Jeff Beal e contém 25 canções.

## Elenco
- Ed Harris...Virgil Cole
- Viggo Mortensen...Everett Hitch
- Renée Zellweger...Allie French
- Jeremy Irons...Randall Bragg
- Lance Henriksen...Ring Shelton
- Timothy Spall ...Phil Olson
- Ariadna Gil...Katie
- James Gammon...Earl May
- Rex Linn...Sheriff Clyde Stringer
- Makenzie Vega ...Stunt

Bob Harris, pai de Ed Harris, aparece no pequeno papel do juiz Callison.

## Sinopse
Em 1882, a pequena cidade do Novo México chamada Appaloosa é aterrorizada pelo rancheiro inescrupuloso recém-chegado Randall Bragg e seus pistoleiros contratados. Após ele assassinar friamente o delegado Jack Bell e seus dois auxiliares, os cidadãos resolvem contratar o famoso "domador de cidades" Virgil Cole, que chega acompanhado de seu fiel companheiro e pistoleiro Everett Hitch. Cole consegue impedir que os homens de Bragg continuem com as arruaças na cidade, mas é ameaçado pelo bandido. Ao mesmo tempo que inicia seu trabalho, ele se envolve amorosamente com a infiel Allie French. Cole vê a chance de se livrar de Bragg quando um dos homens dele aceita testemunhar sobre o assassinato de Bell. Cole prende o rancheiro, mas os homens dele querem livrar o patrão da forca de qualquer maneira.